# 산 알폰소 델 마르

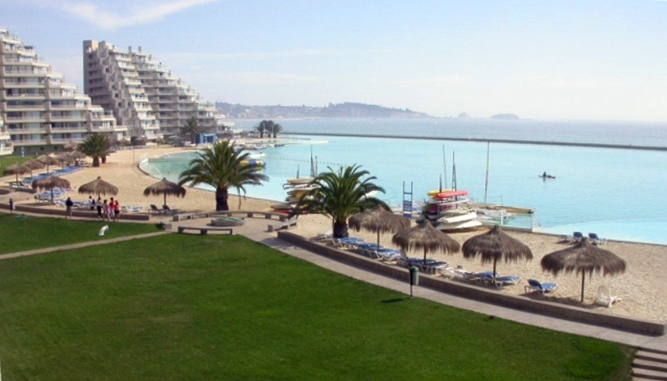
산 알폰소 델 마르

산 알폰소 델 마르(San Alfonso del Mar)는 칠레의 수도 산티아고에서 서쪽으로 100km 떨어진 알가로보에 위치한 리조트이다. 전 세계에서 가장 넓은 수영장을 가진 리조트로, 기네스 세계 기록에도 올라와 있다. 수영장의 너비는 1km가 넘으며, 총 면적은 7.7ha 정도이며, 최고 수심은 35m에 달한다.